# Ralph Tunder
Ralph Tunder (* 15. Januar 1966 in Aurich) ist Akademischer Direktor des „Health Care Management Institute“ und außerplanmäßiger Professor an der EBS Universität für Wirtschaft und Recht.

## Akademischer Werdegang
Tunder studierte von 1990 bis 1994 Betriebswirtschaftslehre an der Universität Augsburg mit den Schwerpunkten Marketing, Unternehmensführung und Organisation sowie Planungssoziologie. Seit 1995 hatte er verschiedene Lehraufträge an Verwaltungs- und Wirtschafts-Akademien sowie der Munich Business School, im MBA-Programm der Katholischen Universität Eichstätt-Ingolstadt sowie an der Steinbeis-Hochschule in Berlin. 1999 promovierte er an der European Business School mit dem Thema Transaktionsbeziehung und Transaktionswert – Theoretische Hintergründe, Konzeptualisierung und Implikationen aus Sicht des Herstellers gegenüber dem Handel.
Von 2003 bis 2004 übernahm er die kommissarische Vertretung des Lehrstuhls für Betriebswirtschaftslehre mit dem Schwerpunkt Strategisches Marketing von Roland Mattmüller an der European Business School und erhielt dort 2006 eine Juniorprofessor sowie die kommissarische Vertretung des Lehrstuhls für Produkt-Management und 2007 die des Lehrstuhls für Health Care Management, deren Akademischer Direktor er seit 2008 ist. Im Jahr 2021 wurde er dort zum außerplanmäßigen Professor ernannt.
Seit 2007 ist er Mitglied des Direktoriums des Market Management Institute an der EBS Business School.
Als Direktor des Health Care Management Institutes leitet Ralph Tunder den postgraduierten Studiengang Executive MBA Health Care Management und steht als wissenschaftlicher Leiter den postgraduierten Intensivstudiengängen Gesundheitsökonomie und Market Access vor. Seit 2007 ist Ralph Tunder Mitglied im Direktorium des Market Management Institute an der EBS Business School.
Seit 2011 leitet Ralph Tunder als 1. Vorsitzender die Deutsche Fachgesellschaft für Market Access e.V., ist im Praxisbeirat der Fachzeitschrift Market Access & Health Policy, und als Jury-Mitglied des Innovationspreises der Ärztezeitung tätig.

## Veröffentlichungen
Veröffentlichungen
- Ralph Tunder zusammen mit Belinda Martschinke: Der QALY-Ansatz – Potenziale und Grenzen, in: Der Urologe 53 (2014), 1/2014, S. 7–14.
- Ralph Tunder: Der Gesundheitsmarkt verändert sich zu Health 2.0 – Gesundheitskommunikation im Web 2.0, in: Jahrbuch Healthcare Marketing, 2013, S. 3–8.
- Ralph Tunder: Empathische Führung im ärztlichen Bereich – Der leitende Arzt im Spannungsfeld eines neuen Anspruchs, in: Wehrmedizinische Monatsschrift 57 (2013), 4/2013, S. 90–96.
- Ralph Tunder zusammen mit Maren Freiberg: Identifikation der Stakeholder für den Market Access von pharmazeutischen Produkten, in: market access & health policy, Nr. 3, 2013, S. I–IV.
- Ralph Tunder zusammen mit Maike Bestehorn: Nach der Nutzenbewertung ist vor der Nutzenbewährung – Registerstudien können die Marktposition eines Produkts nachhaltig stützen, in: Pharmazeutische Medizin, 14 (2), 2012, S. 88–95.
- Ralph Tunder: Anforderungen an eine flexiblere und pragmatischere Ausgestaltung des AMNOG, in market access & health policy, Nr. 6, 2012, S. III.
- Ralph Tunder zusammen mit Maike Bestehorn: Versorgungsforschung und Pharmaökonomie: Nach der Nutzenbewertung ist vor der Nutzenbewährung – Der Einsatz klinischer Register kann die Marktposition eines Arzneimittels oder Medizinprodukts nachhaltig stützen; in: Pharmazeutische Medizin, Nr. 2, Mai, 2012, S. 27–37.
- Ralph Tunder: Was leistet die Gesundheitsökonomie? Eine Standortbestimmung, in: Der Urologe, Nr. 12, Band 50, 2011, S. 1543–1549.
- Ralph Tunder zusammen mit Stefan Ruhl: Emotionale Führung – Der Königsweg für Chefärzte?, in: Klinikarzt – Medizin im Krankenhaus, Nr. 1, 2011, S. 10–11.
- Ralph Tunder: Akzeptanz schaffen, in. Pharma Marketing Journal, Nr. 1, 2011.
- Hrsg. Ralph Tunder zusammen mit Thomas Ecker und Klaus Jürgen Preuß: Handbuch Market Access, Düsseldorf 2011.
- Ralph Tunder: Market Access – Entwicklung eines konzeptionellen Managementansatzes, in: Ecker, T./Preuß, K.-J./Tunder, R. (Hrsg.): Handbuch Market Access, Marktzulassung ohne Nebenwirkungen, Düsseldorf 2011, S. 1–27.